# Amanda Gorman
Amanda S. C. Gorman (Los Angeles, 7 marzo 1998) è una poetessa e attivista statunitense.
I suoi lavori trattano in particolare i temi dell'oppressione, il femminismo, il razzismo, l'emarginazione e la diaspora africana. Nel 2015 ha pubblicato il libro di poesie The One for Whom Food Is Not Enough. Nel 2017 è stata la prima vincitrice del titolo di National Youth Poet Laureate, che premia il migliore giovane talento nel campo della poesia degli Stati Uniti. Nel 2021 è stata scelta per leggere una sua poesia in occasione della cerimonia di insediamento del nuovo presidente statunitense Joe Biden.

## Biografia

### Primi anni
Amanda Gorman è nata a Los Angeles, in California, nel 1998, ed è stata cresciuta dalla madre, l'insegnante di inglese Joan Wicks, insieme ai suoi due fratelli e sorelle. Ha una sorella gemella di nome Gabrielle, a sua volta attivista.
Da bambina le è stato diagnosticato un disturbo dell'elaborazione uditiva (sindrome di King-Kopetzky), ed è ipersensibile al suono; ha anche problemi di articolazione del discorso che le rendono difficile pronunciare determinate parole e suoni, come la lettera "r". A casa sua l'accesso alla televisione era limitato, e per questo fin da piccola si è dedicata alla lettura e alla scrittura, iniziando a comporre poesie all'età di otto anni.
A partire dall'asilo e fino alle superiori ha frequentato la New Roads, una scuola privata di Santa Monica, e in seguito ha studiato sociologia ad Harvard.

### La carriera come poetessa e l'attivismo

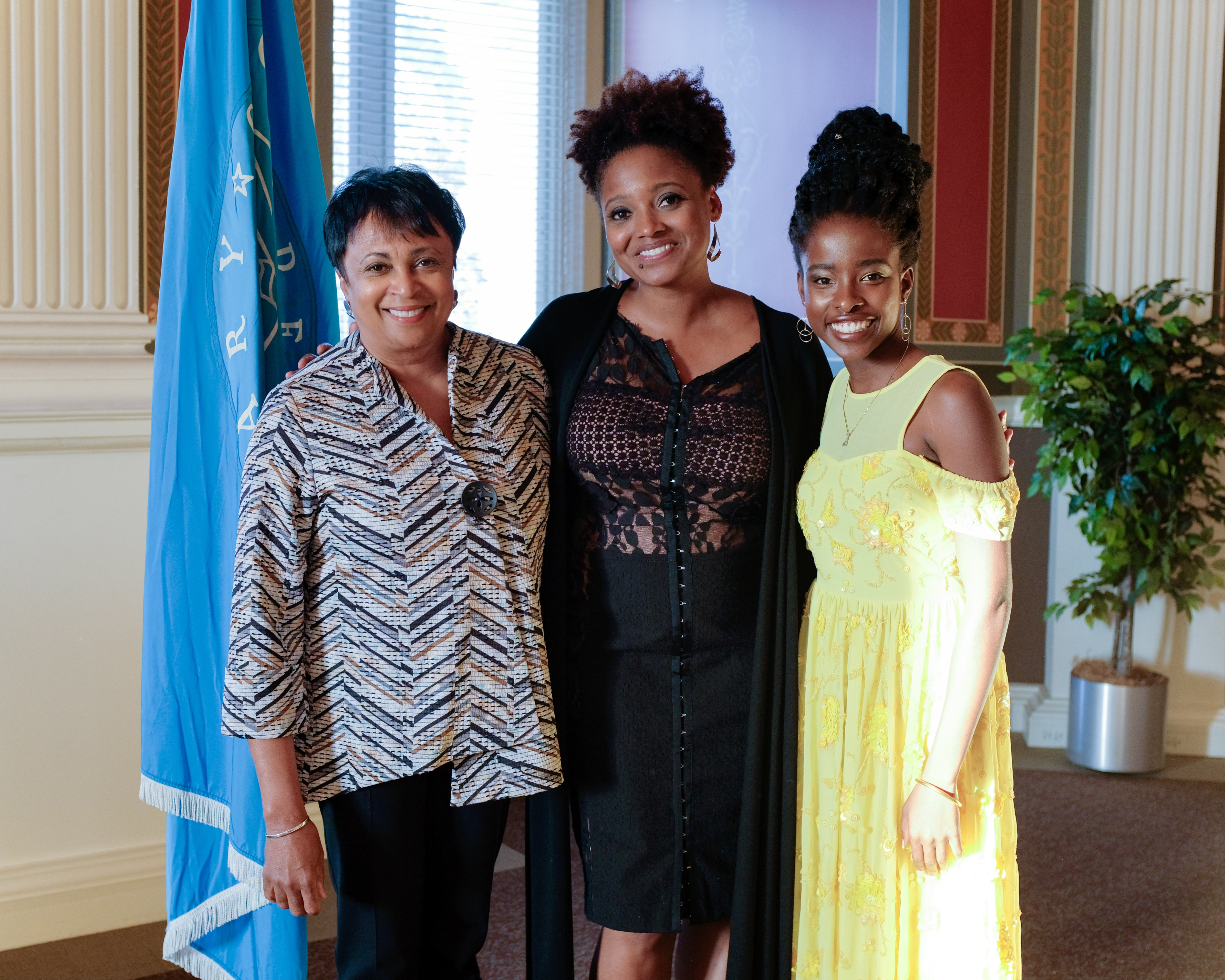
La bibliotecaria del Congresso Carla Hayden, la poetessa laureata Tracy K. Smith e Gorman nel 2017.

Nel 2014, mentre frequentava le superiori, uno dei suoi insegnanti le ha suggerito di iscriversi al concorso per il Youth Poet Laureate di Los Angeles, un'iniziativa creata da Urban Word, organizzazione no profit per lo sviluppo giovanile nel campo delle arti letterarie. Gorman ha presentato alcune sue poesie sul tema dell'ingiustizia sociale, che hanno colpito particolarmente la giuria facendole vincere il primo premio. L'anno successivo ha pubblicato il suo primo libro di poesie, intitolato The One for Whom Food Is Not Enough.
A 16 anni è diventata delegata giovanile alle Nazioni Unite. e nel 2017 è stata la prima vincitrice del titolo di National Youth Poet Laureate, che premia il migliore giovane talento nel campo della poesia degli Stati Uniti.

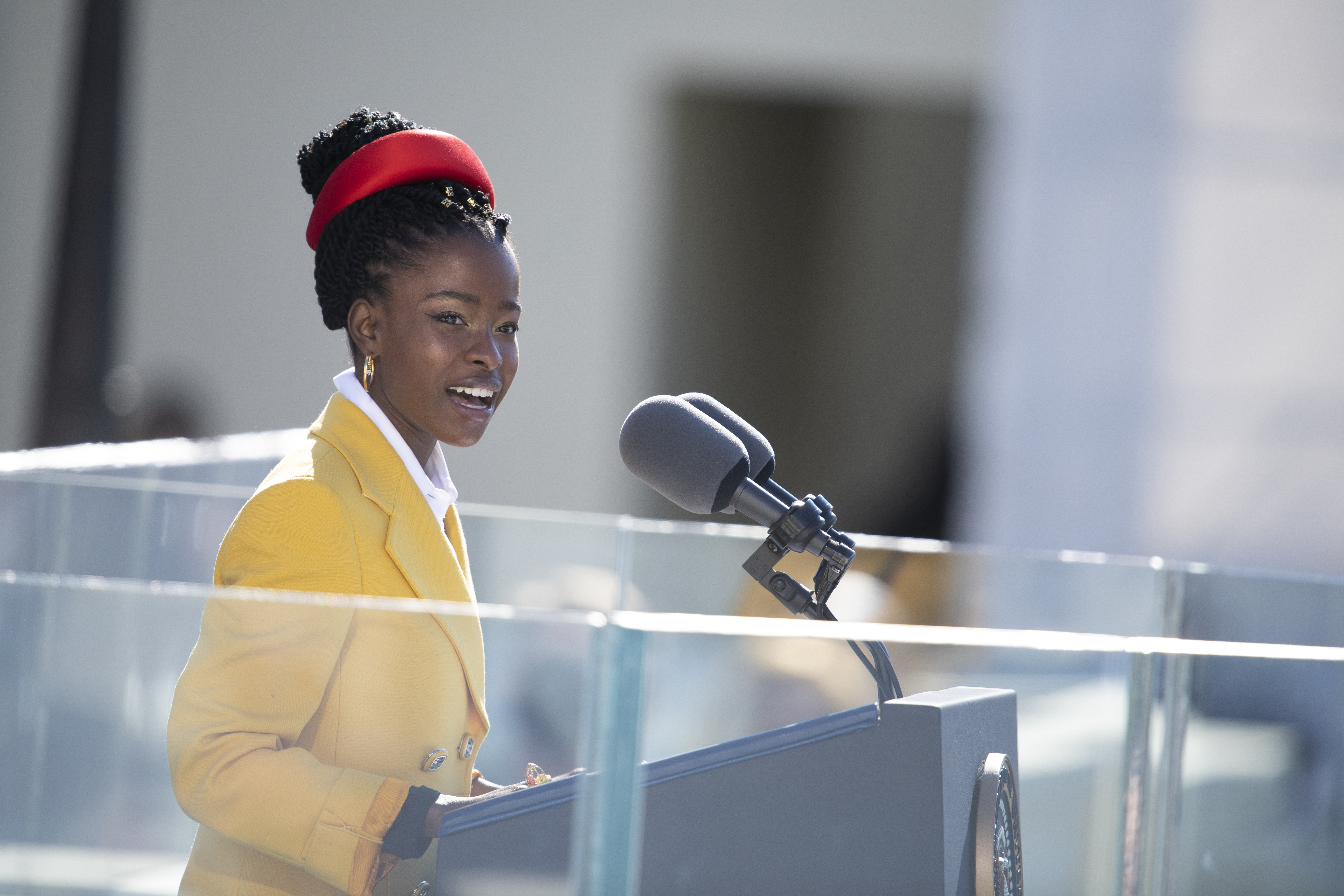
Gorman legge la poesia The Hill We Climb in occasione dell'Insediamento di Joe Biden, il 20 gennaio 2021

Nello stesso anno è diventata la prima poetessa giovanile ad inaugurare la stagione letteraria della Biblioteca del Congresso, e ha letto le sue poesie su MTV. A New York la Morgan Library & Museum ha acquistato la sua poesia In This Place (An American Lyric) e l'ha esposta accanto ai lavori di Elizabeth Bishop. Ha scritto un tributo dedicato agli atleti di colore per una campagna pubblicitaria della Nike e ha firmato un contratto con Viking Press per scrivere due libri per bambini.
La poesia di Amanda Gorman tratta in particolare i temi dell'oppressione, il femminismo, il razzismo, l'emarginazione e la diaspora africana. Ha fondato un'organizzazione no profit chiamata One Pen One Page per fornire programmi di scrittura creativa e la possibilità di pubblicare i propri lavori a giovani svantaggiati.
Nel 2021 è stata scelta per leggere una sua poesia, intitolata The Hill We Climb, in occasione della cerimonia di insediamento del nuovo presidente americano Joe Biden. Gorman è la più giovane poetessa a recitare una poesia ad una cerimonia di insediamento. Nella settimana precedente l'evento, Gorman ha lasciato una dichiarazione al critico letterario del Washington Post Ron Charles: «la mia speranza è che la mia poesia rappresenti un momento di unità per il nostro paese [...] con le mie parole potrò parlare ad una nuova era e ad un nuovo capitolo della nostra nazione». In passato Maya Angelou aveva declamato i propri versi in occasione dell'insediamento di Bill Clinton, mentre Robert Frost aveva partecipato alla cerimonia di investitura di John Fitzgerald Kennedy.
Il 26 gennaio la Gorman ha firmato un contratto con l'agenzia di moda statunitense IMG Models, facente parte del gruppo William Morris Endeavor, che rappresenta modelle come Gigi Hadid e Gisele Bündchen, oltre a varie personalità dello spettacolo e dello sport. L'intento di IMG è quello di costruire una nuova immagine di eleganza, basata «sulla sostenibilità, sullo scardinamento dei codici del passato e l'abbandono delle strade già percorse».
Nel marzo 2021 Amanda Gorman e la sua casa editrice sono state oggetto di alcune critiche per aver revocato la traduzione in catalano della poesia The Hill We Climb allo scrittore e musicista di Barcellona Victor Obiols, dopo che questi aveva già terminato e consegnato il lavoro, in quanto uomo, bianco, e non più giovane. Un caso analogo si era verificato alcune settimane prima, quando la poetessa olandese Marieke Lucas Rijneveld aveva dovuto rinunciare all'incarico di traduzione della poesia in seguito alle critiche ricevute per il fatto che era stata scelta lei e non una poetessa nera.
VOGUE Magazine Le dedica la prima di copertina del numero di maggio 2021 pubblicando a piena pagina una foto della Gorman scattata da Annie Leibovitz titolando: "The rise and rise of Amanda Gorman. Poet, activist, phenomenon".

## Opere (parziale)
- (EN) The One for Whom Food Is Not Enough, Los Angeles, Urban Word L.A., 2015, ISBN 978-0-9900122-9-0.